# Benjamin Morrell

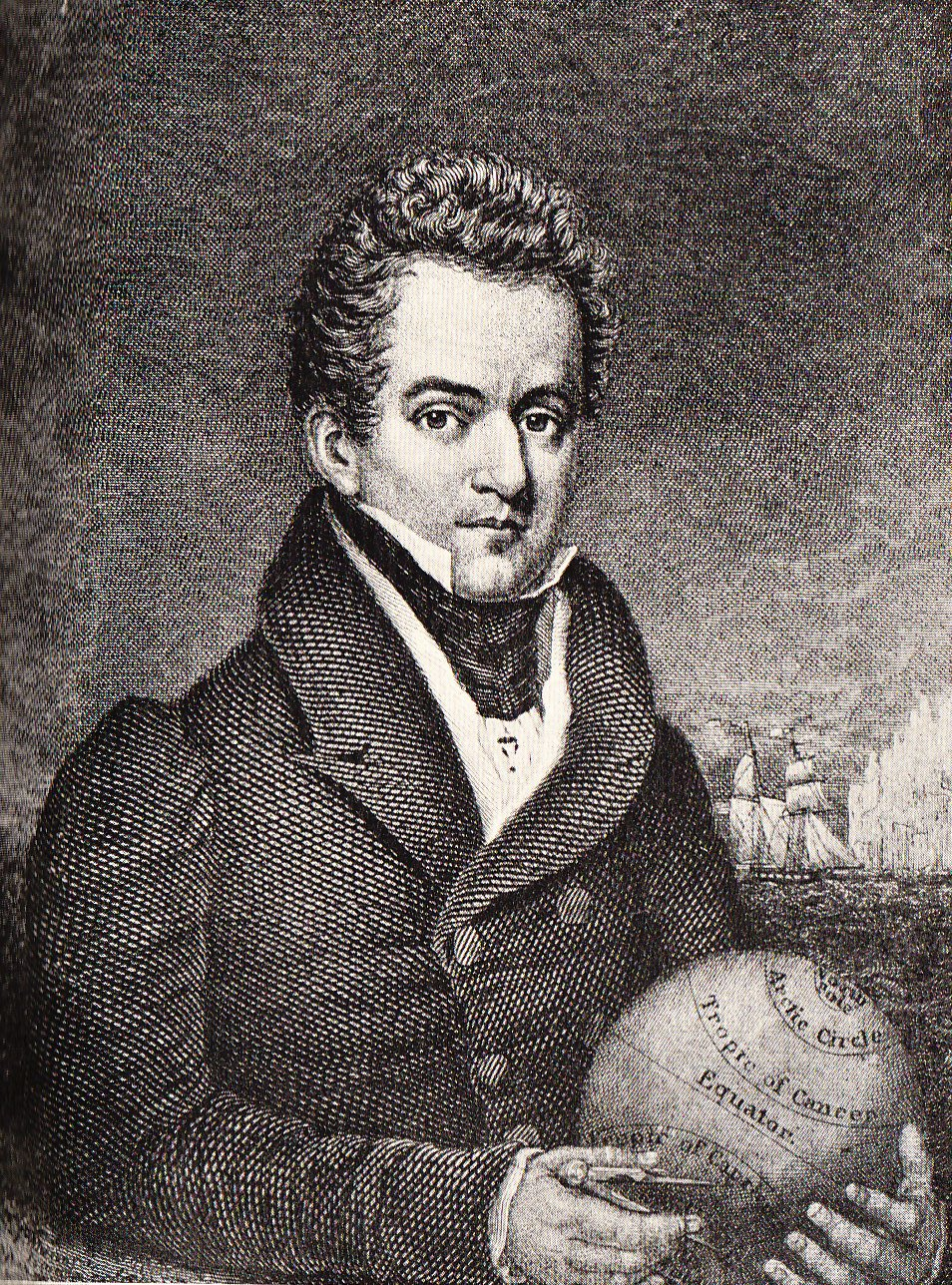
Gravur, um 1830

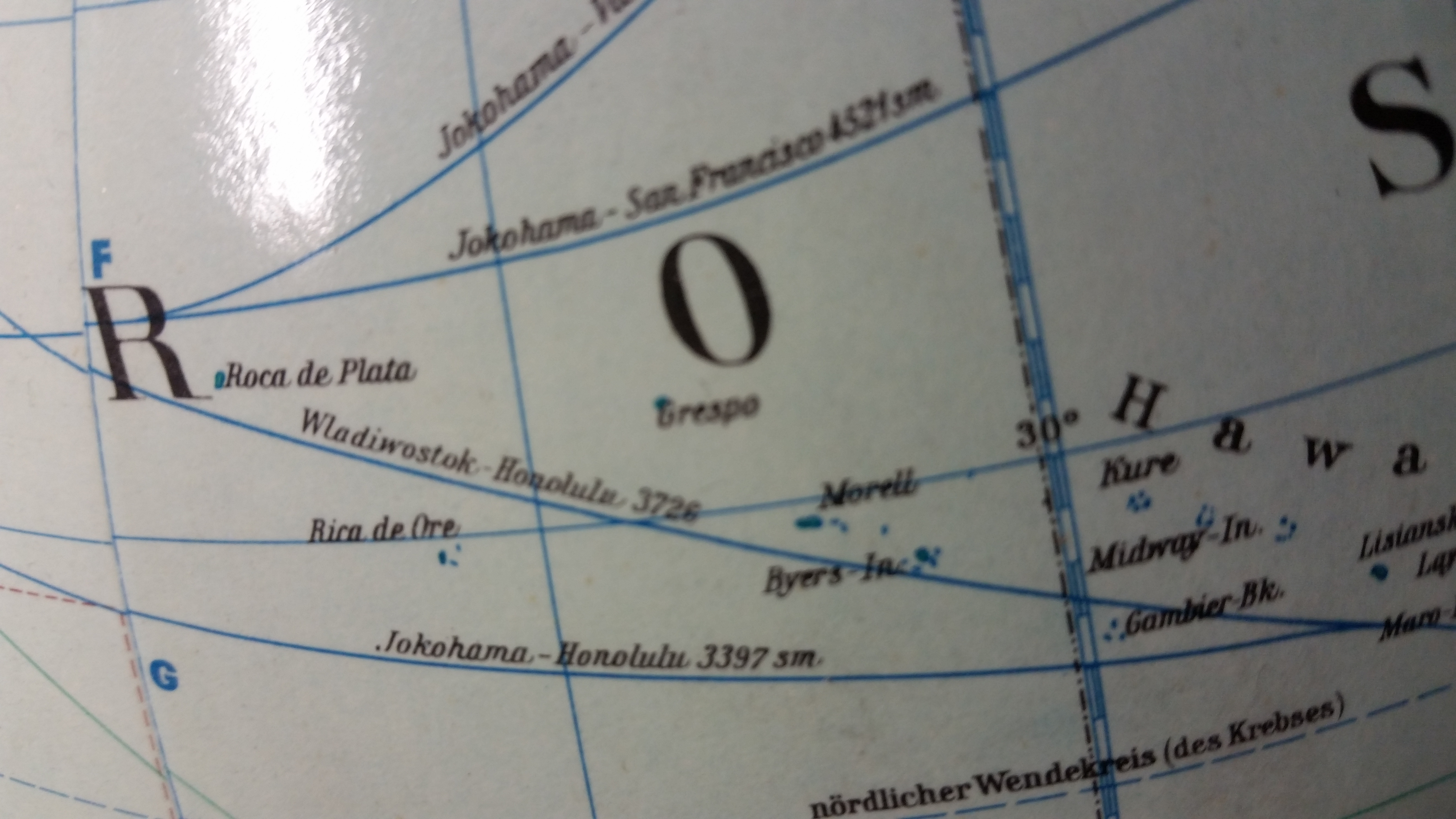
Morrell und Byers-In neben weiteren Phantominseln nordwestlich von Hawaii auf JRO-Globus ca. 1960

Benjamin Morrell (* 5. Juli 1795 in Rye, Westchester County, New York; † 1839 in Portugiesisch-Ostafrika) war ein US-amerikanischer Segelkapitän und Forscher, der zwischen 1822 und 1831 eine Reihe von Seereisen unternahm, hauptsächlich zum Südpolarmeer und zu den Inseln des Pazifiks, die er in den durch einen Ghostwriter verfassten Memoiren A Narrative of Four Voyages beschrieb.
Er will im Dezember 1822 als erster die Bouvet-Insel betreten haben. Seine Beschreibung der Insel ist eindeutig den Schilderungen Lindsays und Norris’ entnommen (→ Thompsoninsel (Südatlantik)). 
Morrells Ruf bei seinen Kollegen war geprägt durch die ihm nachgesagten Unwahrheiten und Fantasie-Schilderungen, welche sich auf seine zum Teil von einem Ghostwriter geschriebenen Berichte bezogen, insbesondere die seiner Erlebnisse in der Antarktis, welche auch bei Geographen und Historikern umstritten sind. Laut Burton R. Pollin soll Morrells Ghostwriter der Zeitschriftenherausgeber und Schauspieldichter Samuel Woodworth (1784–1842) gewesen sein.
Wenn daher auch Morrell vielleicht nicht der persönliche Urheber der ihm zugeschriebenen Fälschungen ist, so hat er sie doch zweifellos – als offensichtlicher Auftraggeber Woodworths – billigend in Kauf genommen bzw. seinen Namen dafür hergegeben. Der „frisierte“ Inhalt seines Buches konnte ihm nicht völlig verborgen geblieben sein. Der verkaufsfördernden Wirkung von Woodworths Seemannsgarn hat Morrell damit seinen literarischen und wissenschaftlichen Nachruhm geopfert. Dies ist bedauerlich, denn “... the truth itself was quite interesting.”
Nach Morrell benannt sind die subantarktische Morrell-Insel, der Morrell Point und das Morrell-Riff. Der Name bezeichnet auch die Phantominsel Morrell nahe der ebenso von Morrell so benannten Byers-Insel nordwestlich von Kure, Hawaii und die ebenfalls als Morrell-Insel oder Morrell-Land bzw. Morrells Land bekannte und von ihm gesichtete Phantominsel New South Greenland. Im amtlichen Seehandbuch von 1899 sind Morrell Island und Byer Island bereits unter der Überschrift DOUBTFUL ISLANDS AND REEFS aufgeführt. Dennoch sind sie noch auf einem JRO-Globus von ca. 1960 zusammen mit drei weiteren Phantominseln nordwestlich von Kure eingezeichnet.

## Werke
- A narrative of Four Voyages to the South Sea, North and South Pacific Ocean, Chinese Sea, Ethiopic and Southern Atlantic Ocean, Indian and Antarctic Ocean from the Year 1822 to 1831 (Online, englisch)